# Narancssárgafejű tangara
A narancssárgafejű tangara (Thlypopsis sordida) a madarak osztályának verébalakúak (Passeriformes) rendjébe és a tangarafélék (Thraupidae) családjába tartozó faj.

## Rendszerezése
A fajt Alcide d’Orbigny és Frédéric de Lafresnaye írták le 1836-ban, a Nemosia nembe Nemosia sordida néven.

## Alfajai
- Thlypopsis sordida chrysopis (P. L. Sclater & Salvin, 1880)
- Thlypopsis sordida orinocensis Friedmann, 1942
- Thlypopsis sordida sordida (Orbigny & Lafresnaye, 1837)[2]

## Előfordulása
Dél-Amerikában, Argentína, Bolívia, Brazília, Kolumbia, Ecuador, Paraguay, Peru és Venezuela területén honos. Természetes élőhelyei a szubtrópusi és trópusi síkvidéki esőerdők, mocsári erdők és cserjések. Állandó, nem vonuló faj.

## Megjelenése
Testhossza 13 centiméter, testtömege 14-19 gramm.

## Természetvédelmi helyzete
Az elterjedési területe rendkívül nagy, egyedszáma pedig stabil. A Természetvédelmi Világszövetség Vörös listáján nem fenyegetett fajként szerepel.